# Голуб (сузір'я)

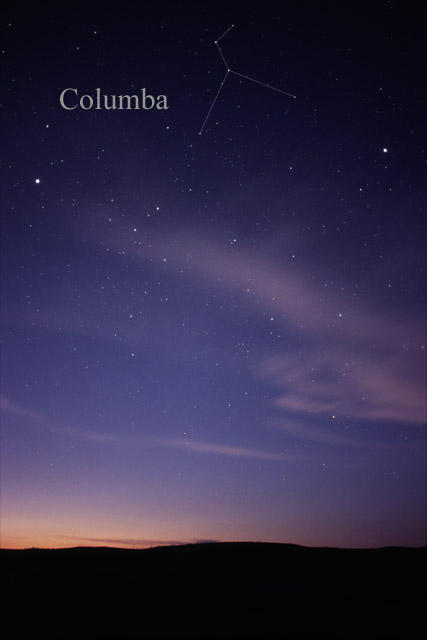
Голуб неозброєним оком.

Го́луб (лат. Columba) — сузір'я південної півкулі неба. Розташоване на південь від сузір'їв Великого Пса і Зайця. Містить 71 зорю видиму неозброєним оком.

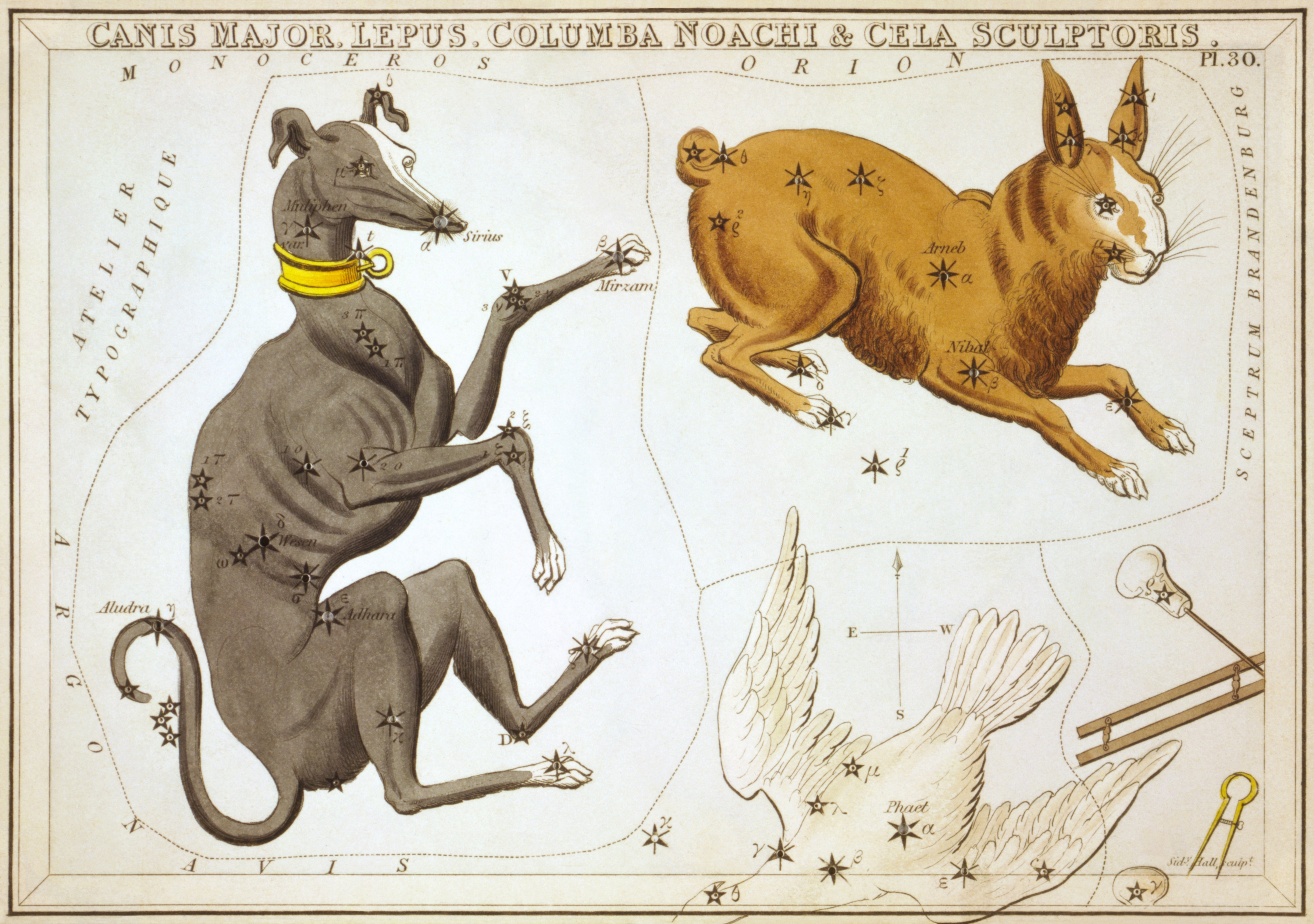
Сузір'я Голуба (та інші сузір'я) із «Дзеркала Уранії», набору тематичних карток опублікованого у Лондоні, бл. 1825 року.

Нове сузір'я. Створене у 1592 році голландським астрономом Петером Планціусом, який таким чином відокремив від великого сузір'я Великого Пса групу зірок, та позначив їх на вставках до своєї карти світу як сузір'я Ноєва Голубка. Під цією ж назвою включене до Уранометрії Йоганна Баєра 1603 року.